# Kaper (muts)

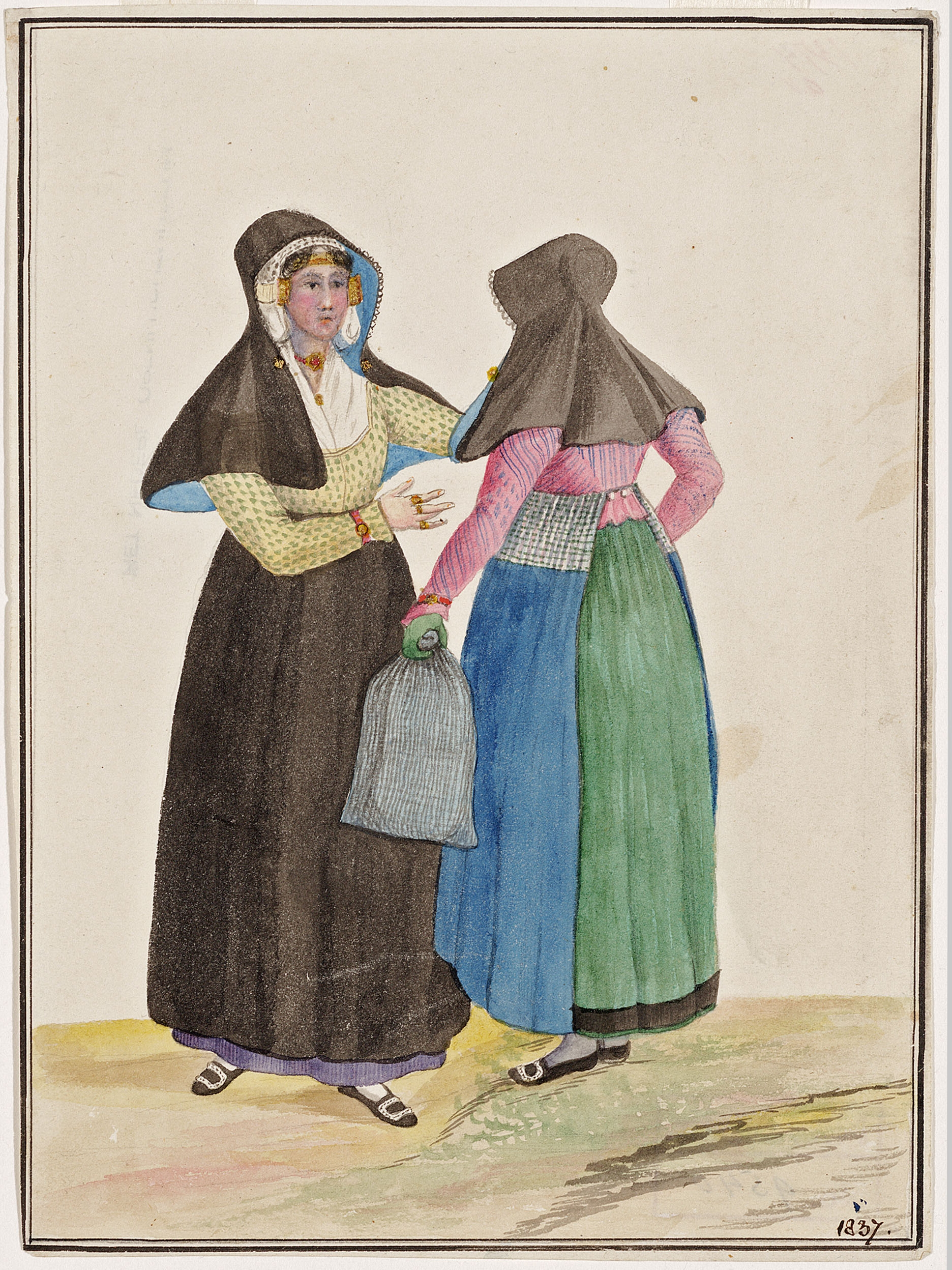
Twee vrouwen met kaper op, Noord-Holland, 1837

Een kaper is een muts of kap die werd gedragen in de Nederlandse klederdracht. Een kaper werd gedragen tegen de kou.
De kaper heeft een aangeknipte kraag die over de schouders viel. Later werd de kraag van de kaper smaller en leek deze meer op een staart die op de nek en rug hing. De kaper werd in heel Nederland gedragen en kon verschillende kleuren hebben. De kaper werd veel gedragen in West-Friesland. Kapers konden bestaan uit geweven stof, maar werden ook geknoopt of gehaakt uit wol.

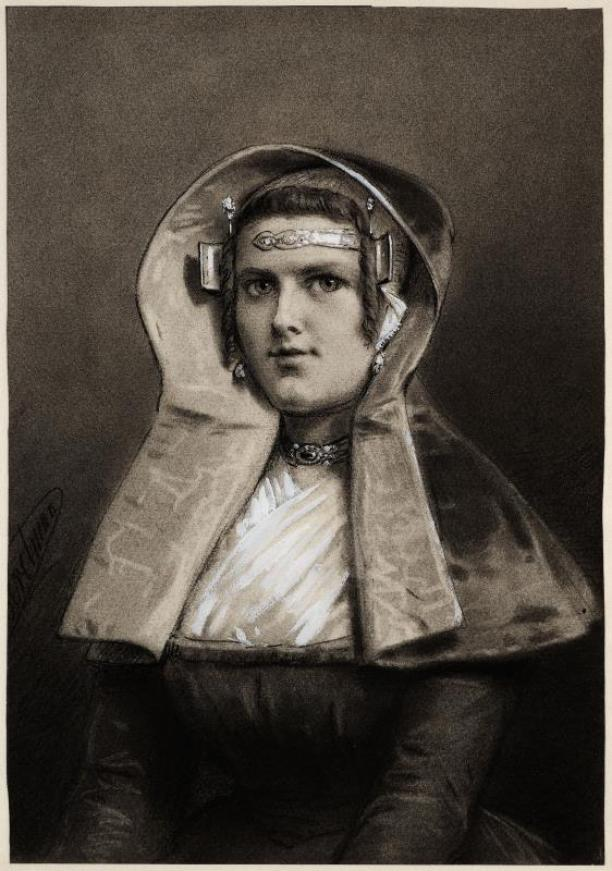
Zaans meisje met kaper en onder meer voorhoofdsnaald, oorijzers. Krijttekening door Otto Eerelman.

De kaper kon in vorm gehouden worden door bijvoorbeeld karton te overtrekken met de stof. Aan de voorzijde werd de kaper wel versierd met een rand van zijde of andere fraaie stof, in dezelfde kleur.
De kaper werd gevoerd met andere stof, mogelijk voor de warmte.

## Friese eilanden
Vrouwen op de huidige Friese eilanden droegen over het oorijzer en de witte muts een zwarte kaper. Deze kaper stond breed uit. Bij overgebleven kapers zijn deze gevoerd met blauwe stof, die aan de voorzijde is afgewerkt met een zijden strook in damastweefsel. Aan het eind van de negentiende eeuw verdween de kaper uit het modebeeld in Friesland. De mode op de eilanden werd ontleend aan de mode in de Zaanstreek.